# Dunaj-Ipeľ
Národní park Dunaj-Ipeľ (maďarsky Duna–Ipoly Nemzeti Park) je jedním z nejvíce různorodých národních parků v Maďarsku. Byl vytvořen v roce 1997 z národních parků Pilis a Börzsöny s přidáním části nivy řeky Ipeľ. Národní park se rozkládá na území žup Budapešť, Pest, Komárom-Esztergom a Fejér a zahrnuje pohoří Pilišské vrchy, Vyšehradské vrchy a Börzsöny. Kanceláře jsou v Budapešti a v Jókaiově zahradě (Budapešť XII) a jeho sídlo je v Ostřihomi.
Některé druhy flóry i fauny se nacházejí pouze na území tohoto parku, existuje program pro záchranu těchto vzácných a ohrožených druhů.

## Galerie

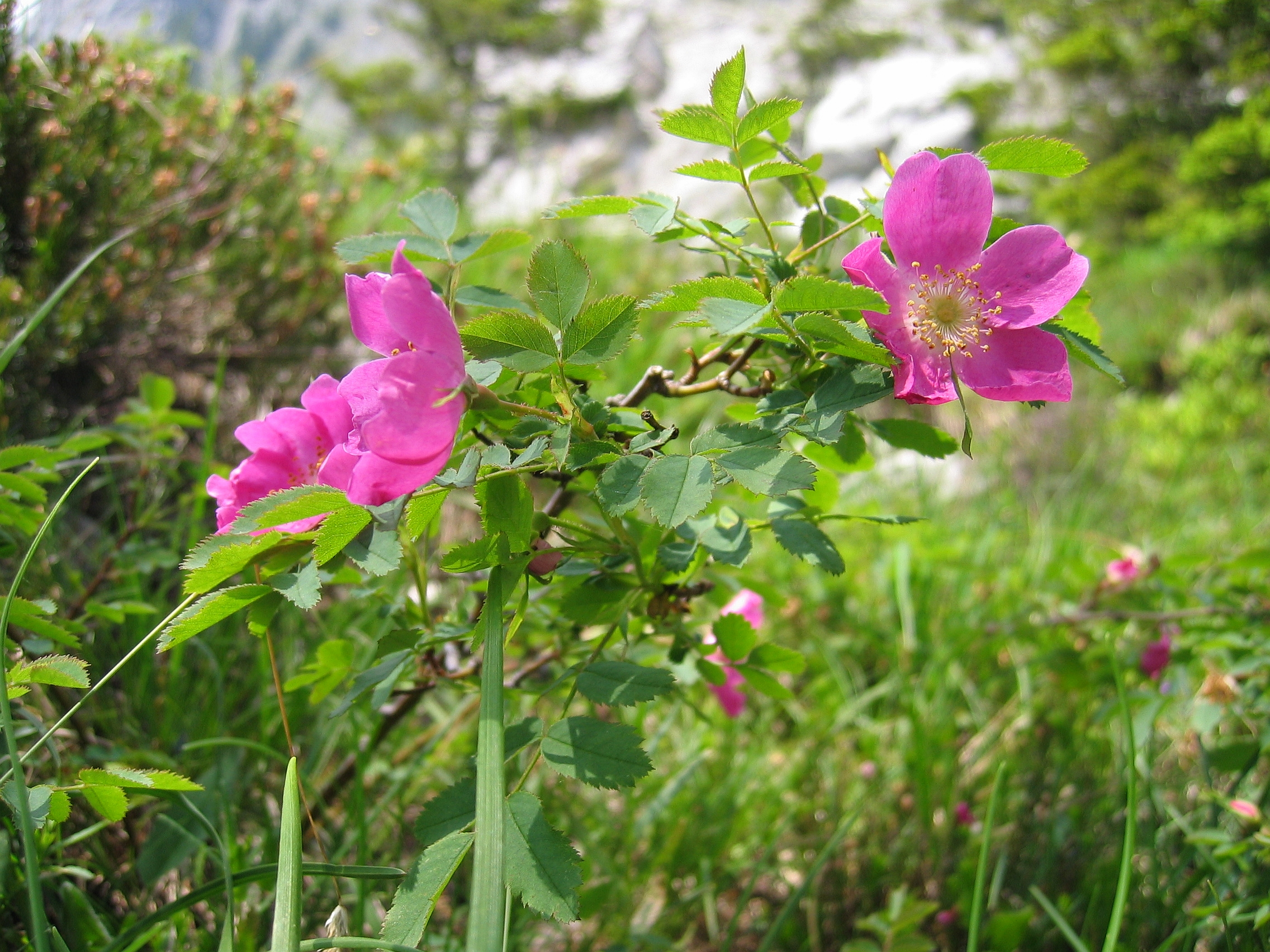
alpská růže
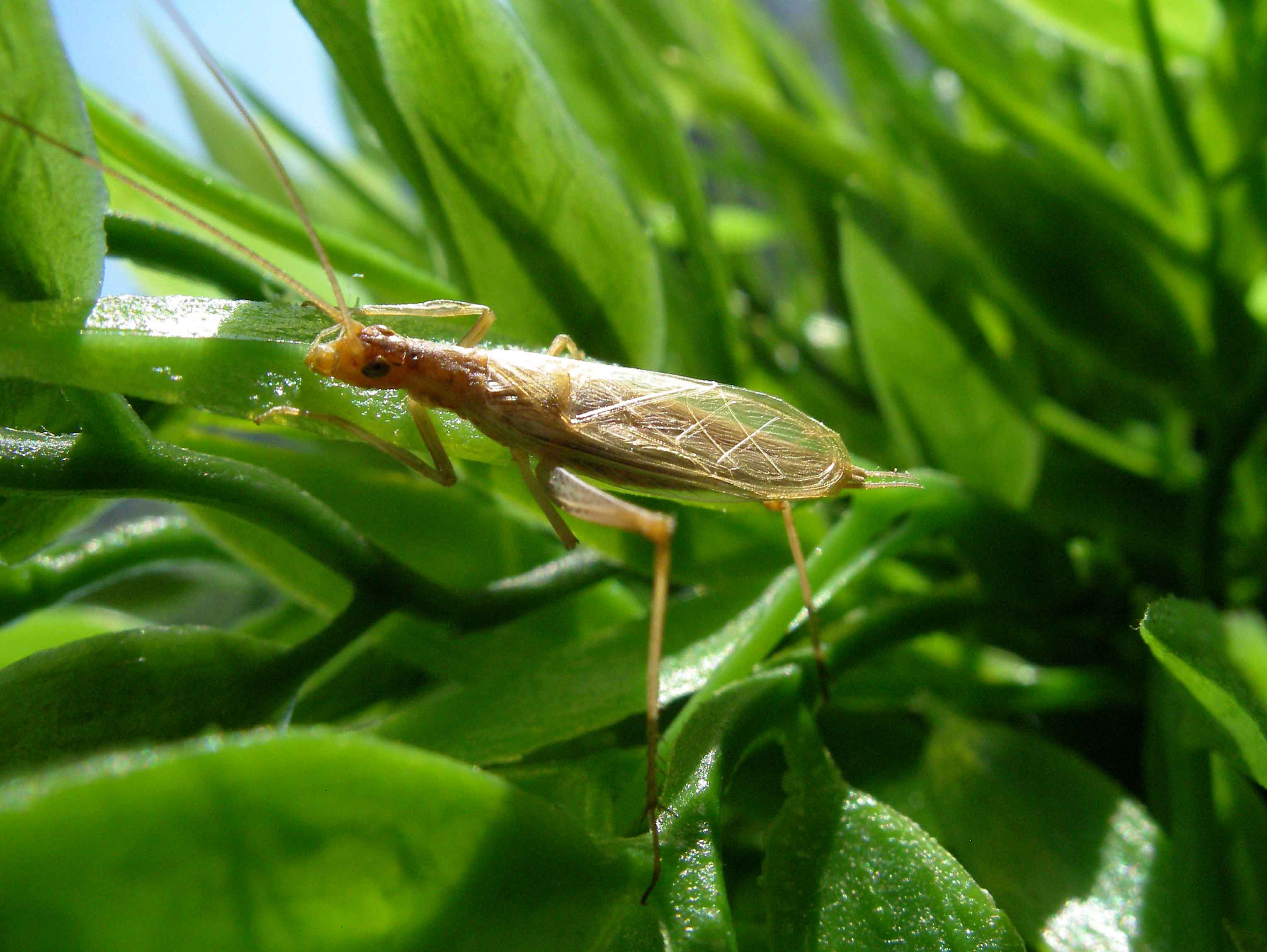
pošvatka
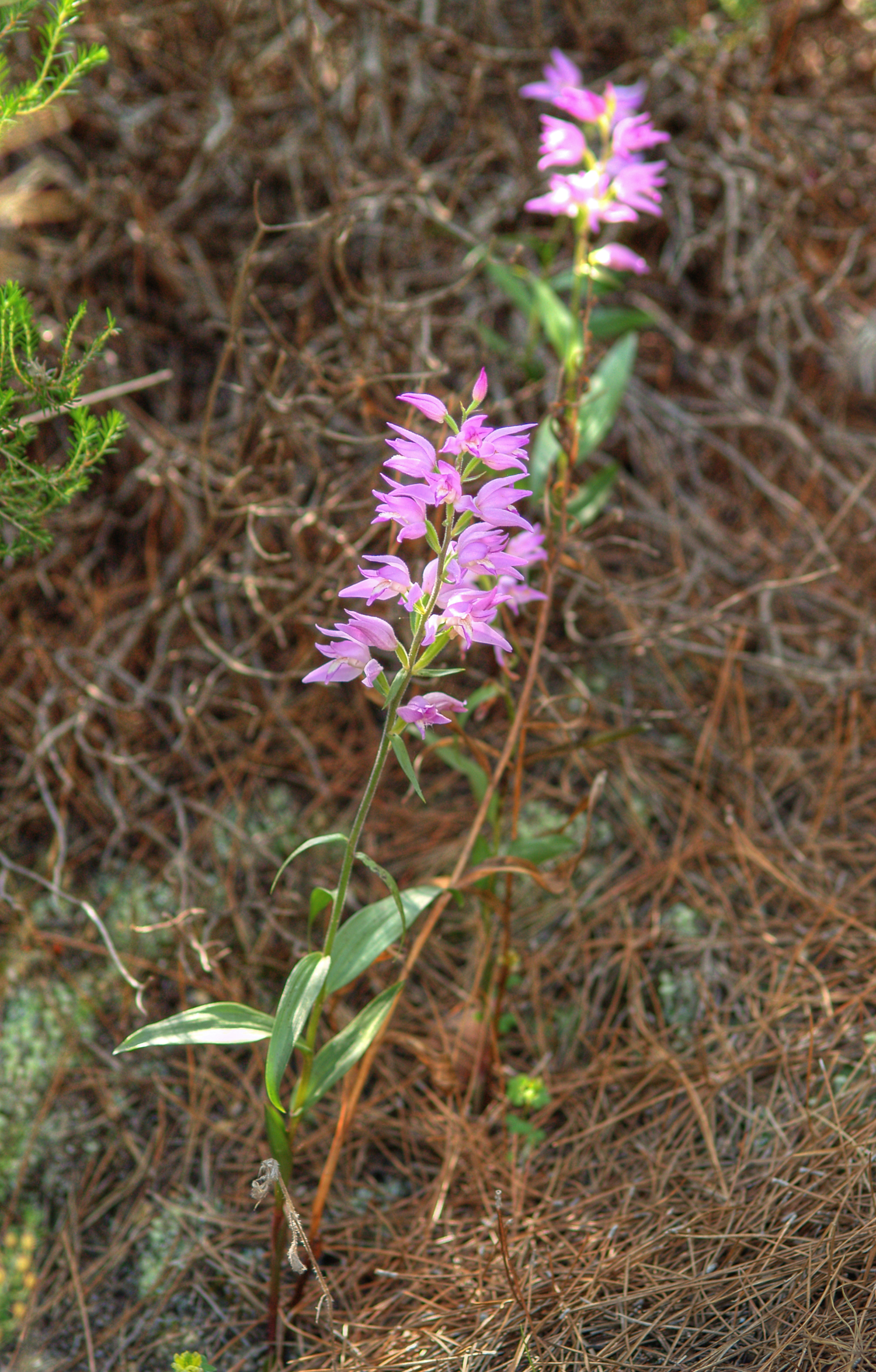
Cephalanthera rubra
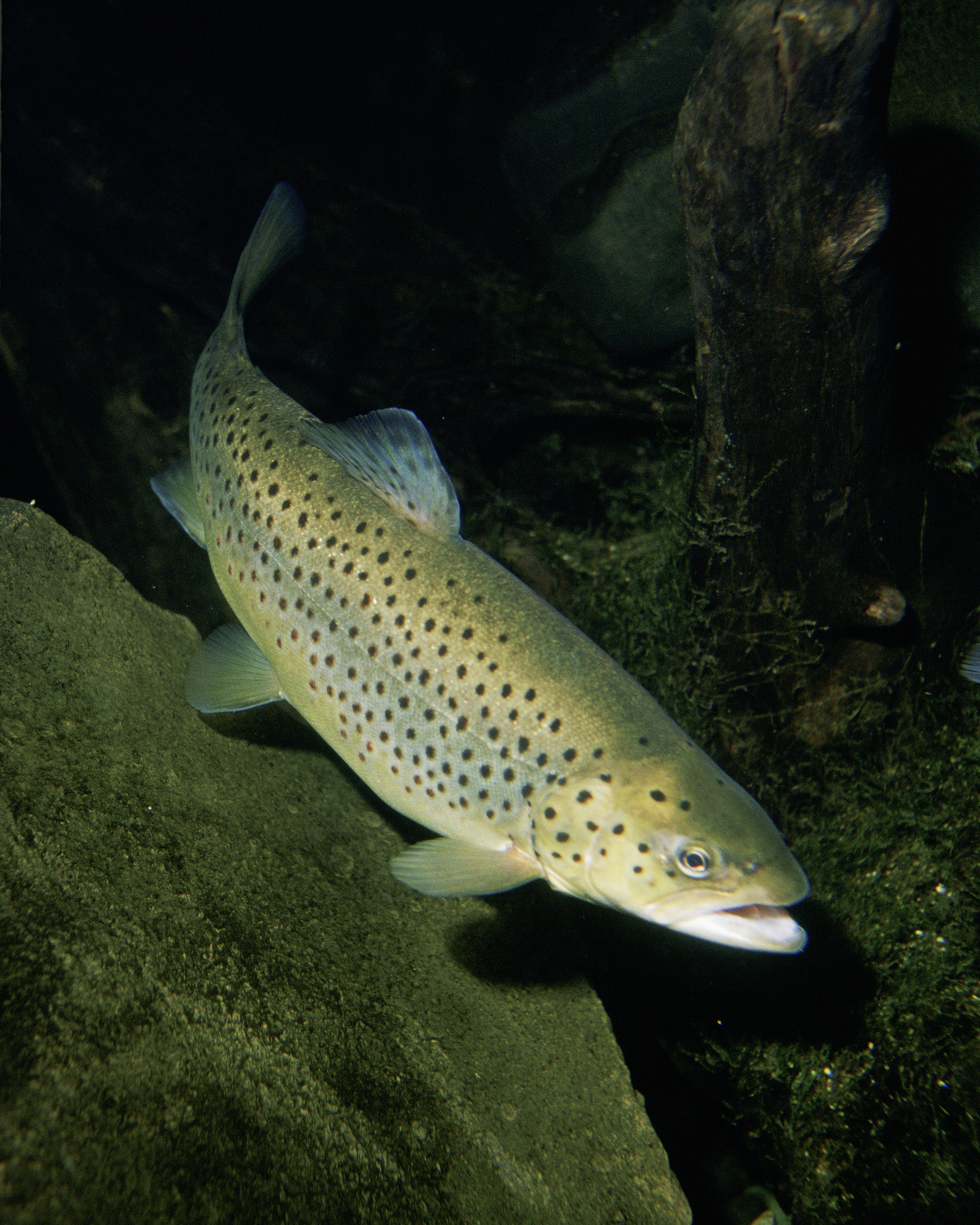
pstruh obecný
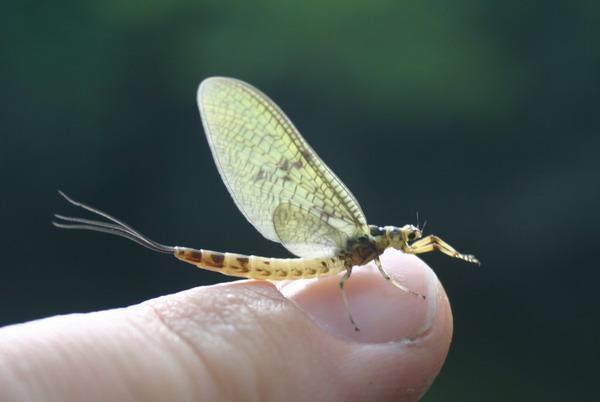
jepicovití
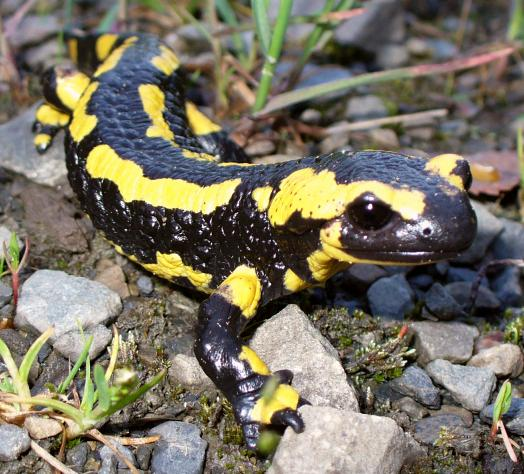
mlok skvrnitý
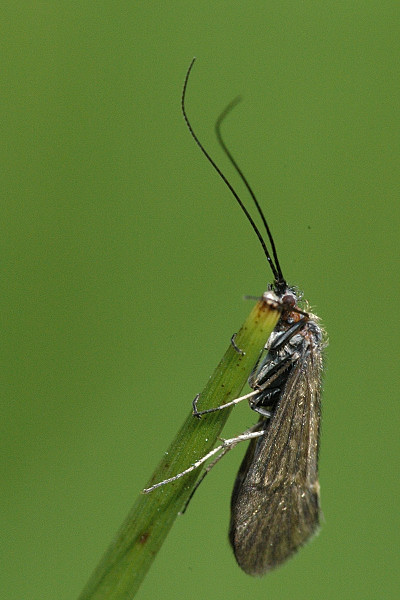
chrostík
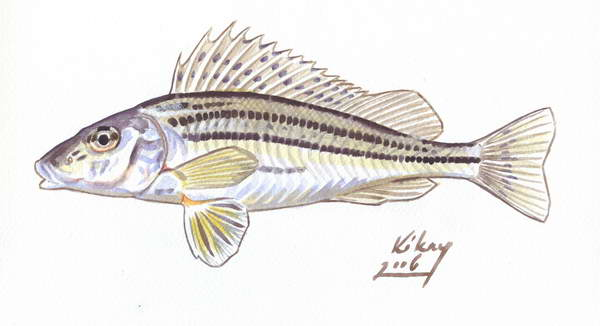
ježdík žlutý
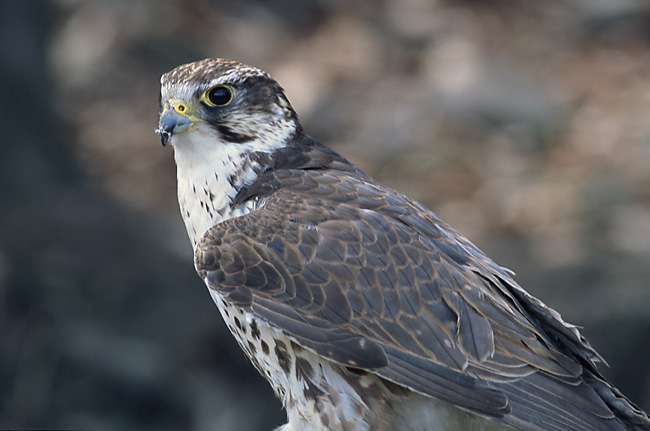
raroh velký
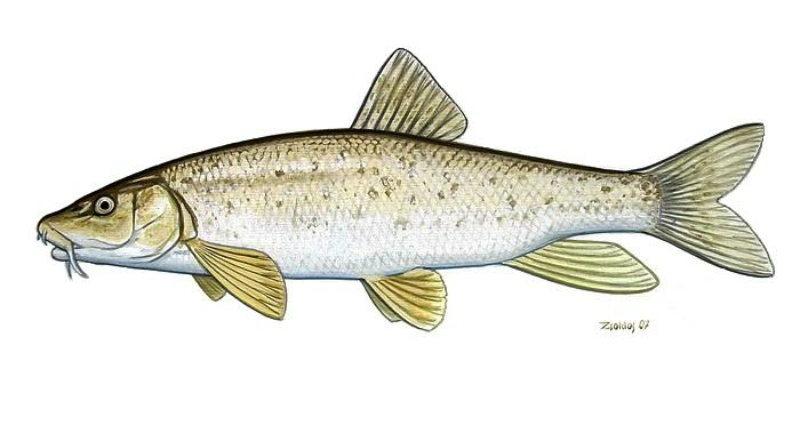
parma peloponéská
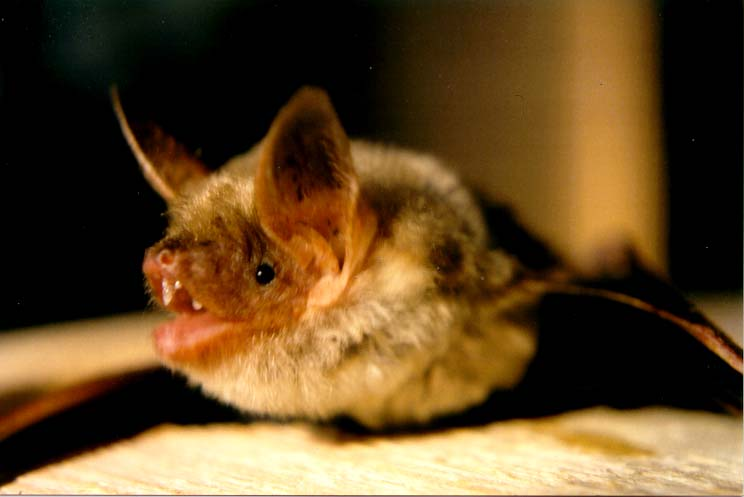
netopýr velký
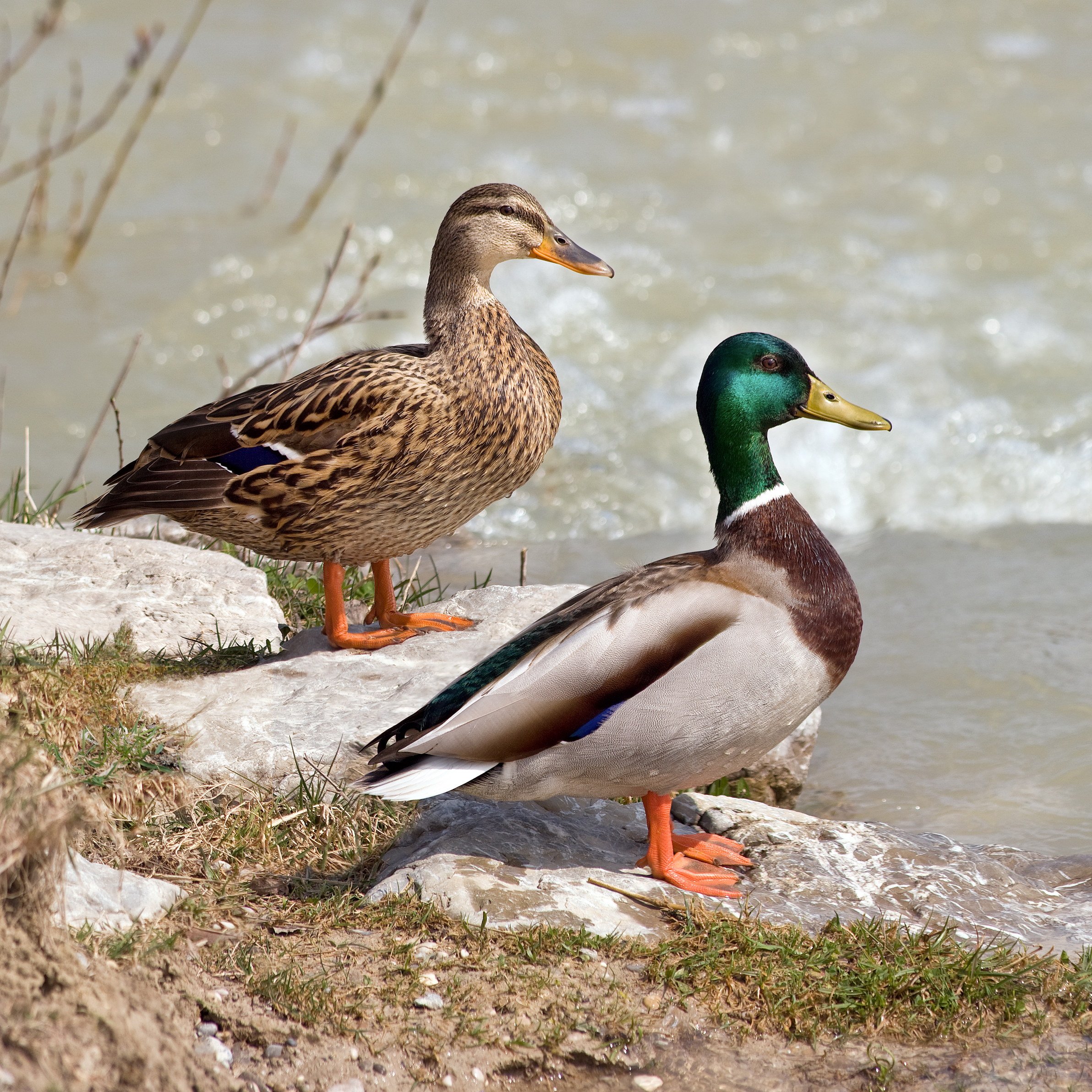
kachna divoká
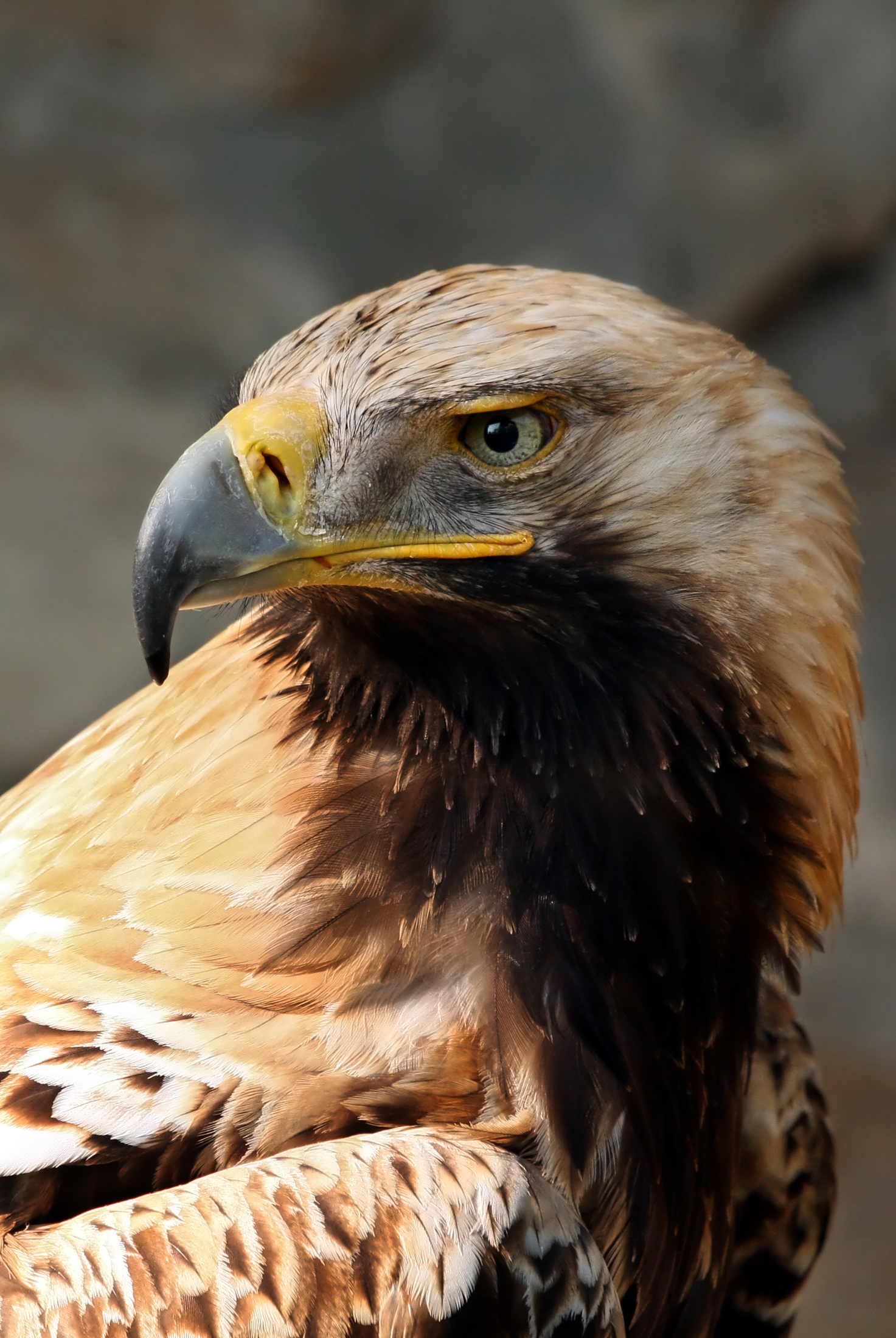
orel královský
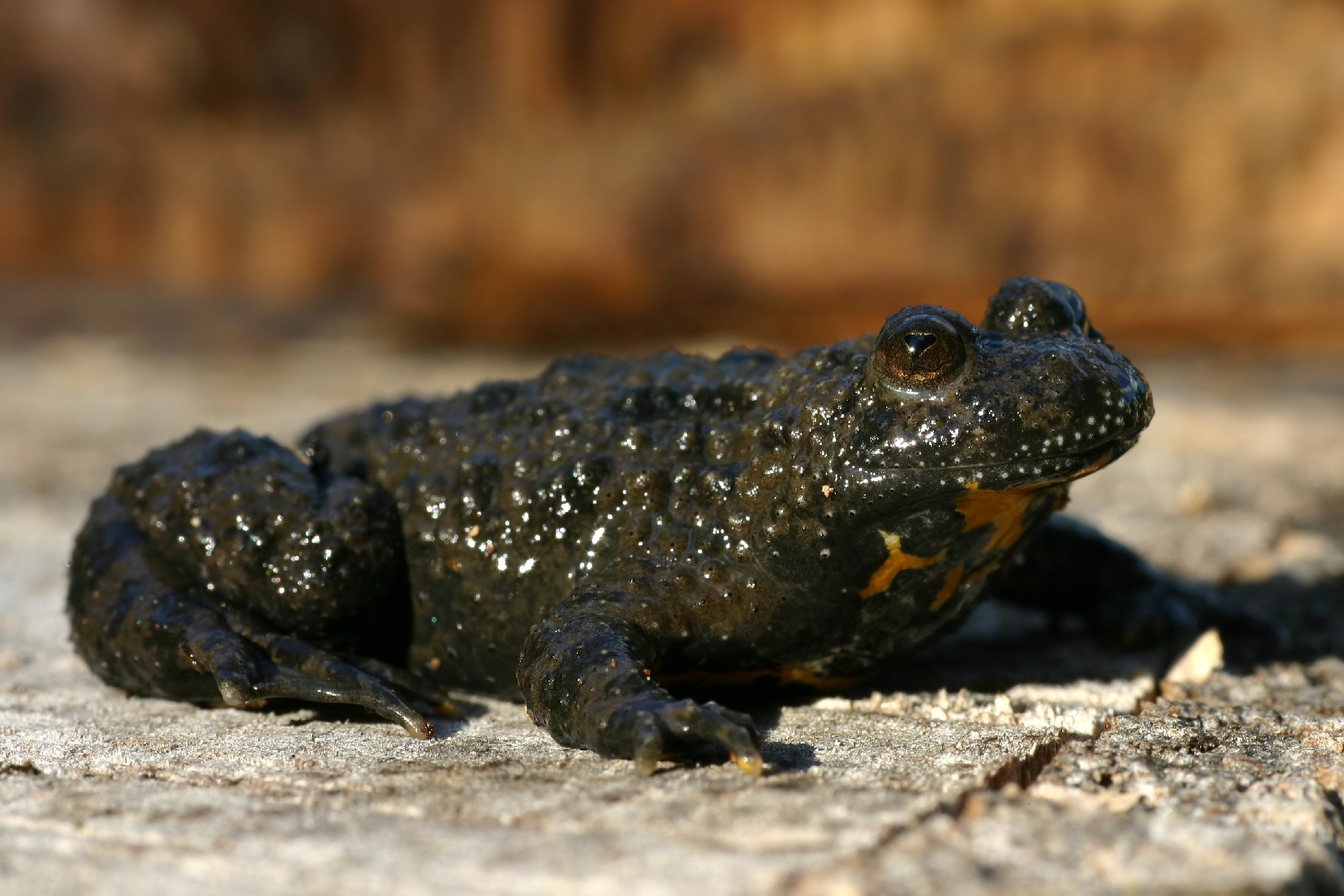
kuňka žlutobřichá
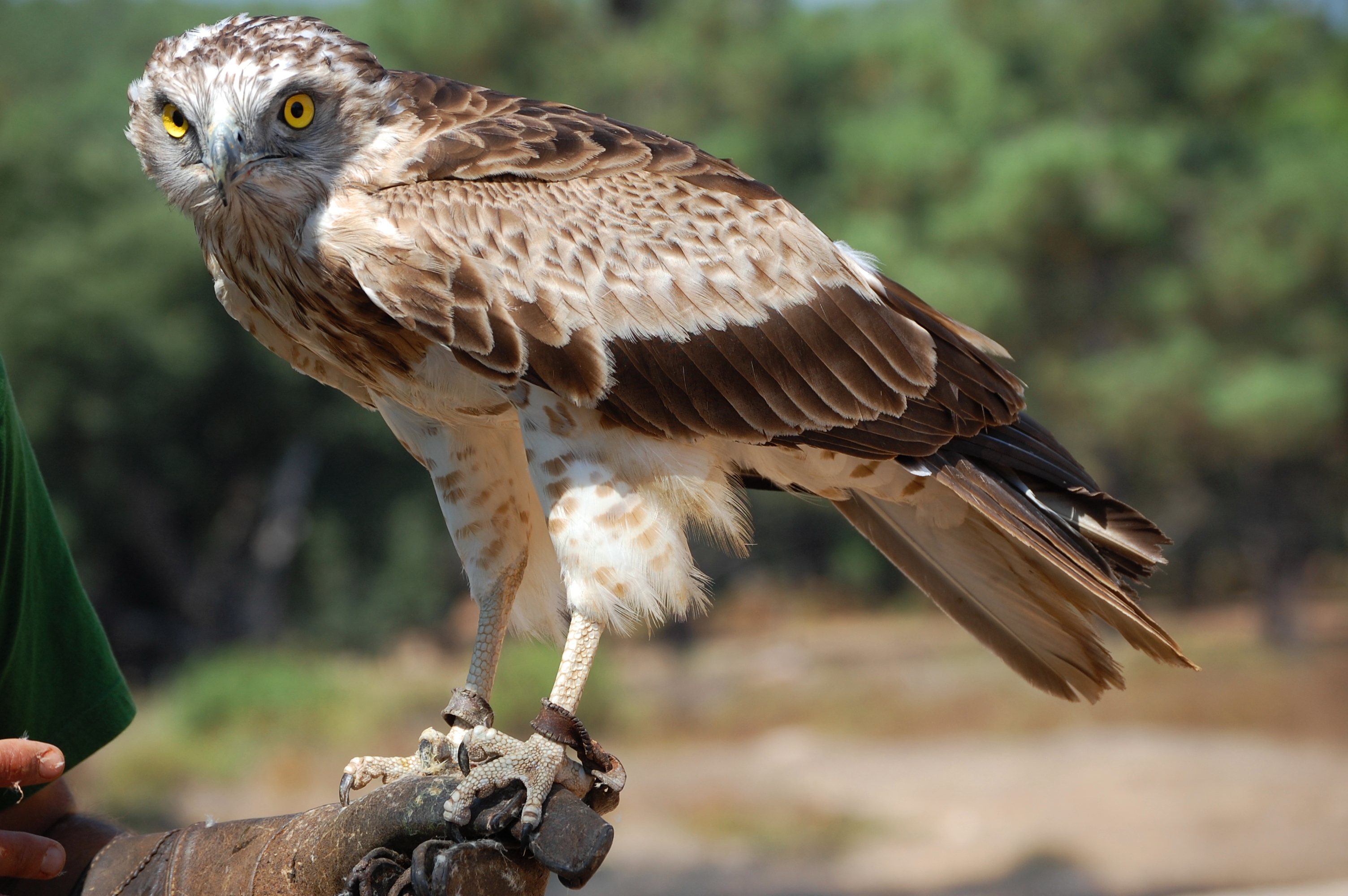
orlík krátkoprstý
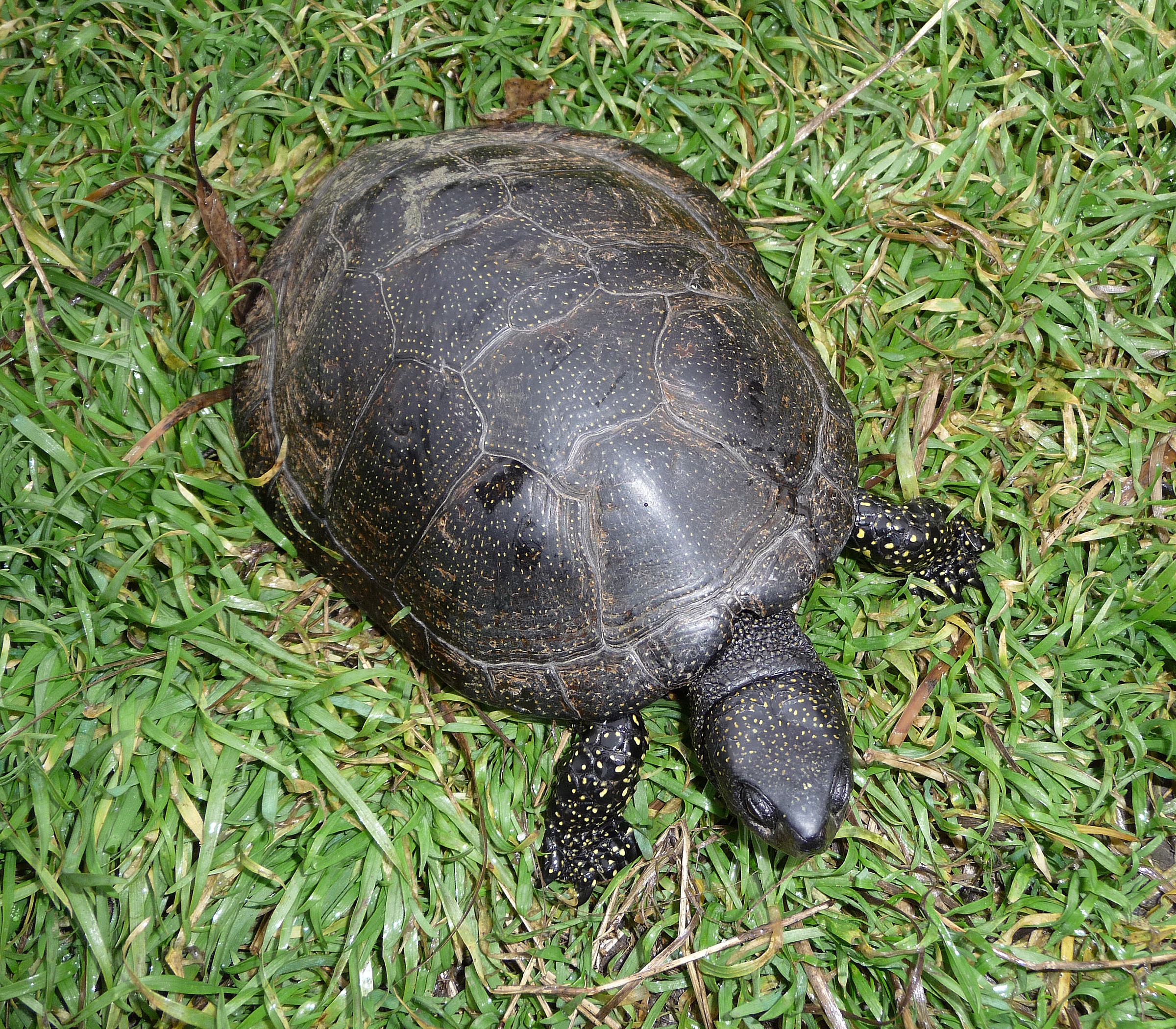
želva bahenní